# Pink Lake, Rottnest Island
Pink Lake är en sjö i Australien. Den ligger i delstaten Western Australia, omkring 33 kilometer väster om delstatshuvudstaden Perth. Den ligger på ön Rottnest Island. Pink Lake ligger vid sjöarna  Lake Baghdad Government House Lake Garden Lake Lake Negri och Lake Sirius.
Genomsnittlig årsnederbörd är 1 018 millimeter. Den regnigaste månaden är maj, med i genomsnitt 176 mm nederbörd, och den torraste är februari, med 9 mm nederbörd.